# Sonsari
Sonsari fou un estat tributari protegit del tipus zamindari al districte de Chanda a uns 25 km al nord-est de Wairagarh. La superfície era de 145 km² i la població el 1881 de 3.558 persones, repartides en 20 pobles. La capital era Sonsari. El sobirà era un halba.